# Flächenwidmungsplan
Der Flächenwidmungsplan bezeichnet im Österreichischen Recht eine Verordnung der Gemeinde, bestehend aus einem Textteil und einer Plandarstellung.

## Grundlagen
Ein Flächenwidmungsplan umfasst die Gemeindeplanung für das gesamte Gemeindegebiet und wird auf Basis des Katasterplanes erstellt. Er ordnet jedem Grundstück eine bestimmte Widmung zu, die festlegt, wie das Grundstück genutzt werden kann (Bauland, Grünland/Freiland, Verkehrsfläche, andere Spezifizierungen). Für die Erteilung einer Baubewilligung ist in den meisten Fällen eine Baulandwidmung erforderlich.
Flächenwidmungspläne unterliegen als Verordnungen im Rahmen der örtlichen Raumplanung der Aufsicht durch die jeweilige Landesregierung, welche den Plan nach fachlicher und rechtlicher Prüfung auf Übereinstimmung mit dem zugrundeliegenden Gesetz zu genehmigen oder zu versagen hat.
Weiters müssen im Flächenwidmungsplan Ersichtlichmachungen eingetragen werden. Ersichtlichmachungen betreffen planungsrelevante Rechtsmaterien, die außerhalb der Gemeindekompetenz liegen.
Diese sind unter anderem:
- Alle Flächen, welche durch rechtswirksame überörtliche Planungen für eine besondere Nutzung bestimmt sind (z. B. Vorrangstandorte, Autobahnen, öffentliche Gewässer).
- Alle Flächen und Objekte, für die aufgrund von Bundes- oder Landesgesetzen Nutzungsbeschränkungen bestehen (z. B. denkmalgeschützte Gebäude, Naturschutzgebiete).
- Alle Flächen, die durch natürliche Gefahren beeinträchtigt sind (z. B. hochwassergefährdete Gebiete).

Da die Gesetzgebung zur Örtlichen Raumplanung und zu den damit verbundenen Flächenwidmungsplänen in Österreich in der Kompetenz der Länder liegt, gibt es demnach neun verschiedene Raumordnungsgesetze mit jeweils unterschiedlichen Festlegungen betreffend der Inhalte und der Darstellung der Pläne samt Verordnungswortlaut.

## Flächenwidmungsplan der Länder

### Burgenland
Die Flächen werden unterteilt:
- Baulandgebiete
  - Bauland
  - Aufschließungsgebiete (noch nicht erschlossen)
- Verkehrsflächen
- Grünland
  - Alle nicht der Landwirtschaft dienenden Flächen im Grünland sind gesondert auszuweisen

Im Bauland sind folgende Nutzungskategorien vorgesehen:
- Wohngebiet
- Dorfgebiet
- Geschäftsgebiet
- Betriebsgebiet
- Industriegebiet
- Gemischtes Baugebiet

### Kärnten
Die Flächen werden unterteilt in:
- Bauland
- Grünland
- Verkehrsflächen
- Sonderwidmung
- Einkaufszentren
- Orts- und Stadtkerne

### Niederösterreich
Die Flächen werden unterteilt in:
- Baulandgebiete
  - Bauland
  - Aufschließungszonen
- Verkehrsflächen
- Grünland

Im Bauland sind folgende Nutzungskategorien vorgesehen:
- Wohngebiet
- Agrargebiet
- Kerngebiet
- Einkaufszentren und Fachmärkte (veraltet, darf nicht mehr neu ausgewiesen werden)
- Betriebsgebiet
- Industriegebiet
- Sondergebiet
- Gebiet für erhaltenswerte Ortsstrukturen

### Oberösterreich
Das Gemeindegebiet wird grundsätzlich in Bauland, Verkehrsflächen und Grünland eingeteilt.
Im Bauland wird wiederum unterschieden in:
- Wohngebiete (W – für den dauernden Wohnbedarf)
- Dorfgebiete (D – Land- und Forstwirtschaften und Wohngebäude als Kleinhausbauten)
- Kurgebiete (KUR – Kuranstalten, Tourismus- und Erholungseinrichtungen)
- Kerngebiete (K – Verwaltungsgebäude, Handels- und Dienstleistungsbetriebe, Wohngebäude)
- gemischte Baugebiete (M – mit nicht wesentlich störenden KMU laut Oö. Betriebstypenverordnung 1997)
- eingeschränkte gemischte Baugebiete (MB – Zulässigkeit von Wohnbauten kann ausgeschlossen werden, "Pufferwidmung" zwischen Wohngebieten und Betriebsbaugebieten)
- Betriebsbaugebiete (B – nicht erheblich störende Betriebe und Lagerplätze)
- Industriegebiete (I – z. B. Betriebe der Metall- und chemischen Industrie)
- Ländeflächen (L – Übergangsflächen zwischen Land und Wasser)
- Zweitwohnungsgebiete (WE – Zweitwohnungen dürfen nur in diesen Gebieten errichtet werden)
- Gebiete für Geschäftsbauten (G – Handelsbetriebe mit mehr als 300 m2 Verkaufsfläche sind ausschließlich in dieser Widmungskategorie erlaubt. Handelsbetriebe mit mehr als 1.500 m2 Verkaufsfläche benötigen auch eine Verordnung der Oö. Landesregierung vgl. hierzu Fachmarktzentrum)
- Sondergebiete des Baulandes (SO – besonders schützenswerte oder raumbedeutsame Bauten und Anlagen wie z. B. Schulen, Kasernen, Krankenanstalten etc. Veranstaltungsgebäude und Freizeiteinrichtungen mit überörtlicher Bedeutung, z. B. Großkinos sowie sogenannte Seveso II-Betriebe)

Als Verkehrsflächen sind Flächen für den fließenden und ruhenden Verkehr vorzusehen. Verkehrsflächen des Bundes und des Landes sind im Flächenwidmungsplan lediglich ersichtlich zu machen.
Das Grünland dient grundsätzlich der Land- und Forstwirtschaft oder wird als Ödland ausgewiesen. Darüber hinaus können Sonderwidmungen (z. B. Erholungsflächen, Grünzüge, Erwerbsgärtnereien, Abgrabungsgebiete etc.) festgelegt werden. Im Grünland dürfen prinzipiell nur jene Gebäude errichtet werden, die für die jeweils festgelegte Nutzung nötig sind. In genau definierten Fällen sind Ausnahmen zulässig (z. B. Ersatz von bestehenden Wohnbauten im Grünland).
Flächenwidmungspläne sind verpflichtend alle zehn Jahre zu überarbeiten.

### Steiermark
Die Flächen werden unterteilt in:
- Baulandgebiete
  - Vollwertiges Bauland: erschlossen und nicht gefährdet oder beeinträchtigt
  - Sanierungsgebiete: bebaut aber gefährdet, beeinträchtigt (Lärm), nicht ausreichend erschlossen (Abwasser)
  - Aufschließungsgebiete: unbebaut, noch gefährdet, noch nicht ausreichend erschlossen
- Verkehrsflächen
- Freiland

Im Bauland sind folgende Nutzungskategorien vorgesehen:
- reines Wohngebiet
- allgemeines Wohngebiet
- Ferienwohngebiet
- Dorfgebiet
- Kern-, Büro- und Geschäftsgebiet
- Baugebiete für Einkaufszentren 1
- Baugebiete für Einkaufszentren 2
- Gewerbegebiete
- Industrie- und Gewerbegebiete 1
- Industrie- und Gewerbegebiete 2
- Erholungsgebiet
- Kurgebiet

Alle nicht als Bauland oder Verkehrsflächen festgelegten Bereiche sind dem Freiland zuzuweisen. Dieses ist üblicherweise für die landwirtschaftliche Nutzung vorgesehen. Bauführungen sind hier mit wenigen Ausnahmen ausschließlich im Rahmen der Land- und Forstwirtschaft erlaubt.
Im Freiland sind allerdings folgende Sondernutzungen möglich:
- Erholungs-, Spiel- und Sportflächen, Parks, Erwerbsgärtnereien, Kleingartenanlagen, Ablagerungsplätze, Aufschüttungsgebiete, Bodenentnahmeflächen, Schießstätten, Schieß- und Sprengmittellager, Energieerzeugungs- und -versorgungsanlagen, Hochwasserrückhalteanlagen, Ver- und Entsorgungsanlagen.
- Auffüllungsgebiete (kleinräumige Siedlungsbereiche mit geringfügigen Auffüllungsmöglichkeiten)

Die Planzeichenverordnung 2016 regelt die grafischen und für die Übergabeschnittstelle relevanten Vorgaben für die Erstellung der digitale Flächenwidmungspläne.

### Tirol
Aufbauend auf das örtliche Raumordnungskonzept stellt der Flächenwidmungsplan als nächste Stufe der Raumordnung ein entscheidendes Instrument dar um für alle Grundflächen des Gemeindegebietes den Verwendungszweck festzulegen. Die Verwendung lässt sich in fünf Hauptgruppen einteilen: Bauland, Freiland, Sonderflächen, Vorbehaltsflächen und Verkehrsflächen.
Unterteilung des Baulandes:
1. Wohngebiet
2. Gewerbe- und Industriegebiet
3. Mischgebiete:

- Allgemeines Mischgebiet
- Kerngebiet
- Tourismusgebiet
- Landwirtschaftliches Mischgebiet

Die Sonderflächen sind standortgebunden oder zweckgebunden. Mit der Widmung Sonderfläche ist der Verwendungszweck klar definiert.
Im Flächenwidmungsplan werden geplante Straßen, und die für den örtlichen Verkehr und den überörtlichen Verkehr wichtigen als Verkehrsflächen dargestellt.
Als Freiland sind all jene Grundflächen, für die weder eine Bauland, eine Sonderfläche, noch eine Verkehrsfläche ausgewiesen wurde. Diese Restflächen unterliegen einem fast gänzlichen Bauverbot. Hier dürfen nur Kleingebäude und -anlagen errichtet werden, wie z. B. Holzpillen, Heustädel, Bildstöcke, Bienenhäuser bis 20 m², Telefonzellen, Trafostationen usw.

### Vorarlberg
Die Flächen werden unterteilt in:
- Bauflächen
- Bauerwartungsflächen
- Freiflächen
- Verkehrsflächen
- Vorbehaltsflächen